# Baron Erskine
Baron Erskine, of Restormel Castle in the County of Cornwall, ist ein erblicher britischer Adelstitel in der Peerage of the United Kingdom.
In Abgrenzung zu den später verliehenen Titeln Baron Erskine of Rerrick (1964; erloschen 1995) und Baron Erskine of Alloa Tower (2000) wird der Titel auch in der Langform Baron Erskine of Restormel Castle genannt.

## Verleihung und weitere Titel
Der Titel wurde am 10. Februar 1806 für Thomas Erskine geschaffen, anlässlich seiner Ernennung zum Lordkanzler.
Der 7. Baron erbte 1960 auch den schottischen Titel 16. Earl of Buchan, nebst nachgeordneten Titeln. Die Baronie Erskine ist seither ein nachgeordneter Titel des Earls.

## Liste der Barone Erskine (1806)
- Thomas Erskine, 1. Baron Erskine (1750–1823)
- David Erskine, 2. Baron Erskine (1777–1855)
- Thomas Erskine, 3. Baron Erskine (1802–1877)
- John Erskine, 4. Baron Erskine (1804–1882)
- William Erskine, 5. Baron Erskine (1841–1913)
- Montagu Erskine, 6. Baron Erskine (1865–1957)
- Donald Erskine, 16. Earl of Buchan, 7. Baron Erskine (1899–1984)
- Malcolm Erskine, 17. Earl of Buchan, 8. Baron Erskine (1930–2022)
- Henry Erskine, 18. Earl of Buchan, 9. Baron Erskine (* 1960)

Voraussichtlicher Titelerbe (Heir apparent) ist der älteste Sohn des jetzigen Titelinhabers, Alexander Erskine, Lord Cardross (* 1990).